# 广肇公所旧址 (镇江)
广肇公所旧址位于中国江苏省镇江市润州区伯先路82号（原银山坊），今镇江博物馆对面。建筑坐东朝西，共有房屋十余间，最初由在镇江的广州、肇庆两府粤商共同集资兴建，用于聚会及洽谈业务，光绪三十三年（1907年）自运粮河旁迁至现址，今于厢房中存有记述其由来及迁建始末的“广肇公所记”碑刻一方。1912年10月孙中山来镇江时曾在此下榻，并召见各界人士、发表演说。建筑后一度并入镇江商会，20世纪80年代曾将其改作塑料电线厂仓库，后为多户居住的杂院，建筑长期年久失修并受到白蚁侵蚀，1989年3月曾发生火灾并烧毁部分房屋，目前正在全面修缮中。院内东北侧存有同时期的古井。